# ارواح شیطانی (بازی ویدئویی ۲۰۲۰)
ارواح شیطانی (انگلیسی: Demon's Souls) یک بازی ویدئویی به سبک نقش‌آفرینی اکشن است که توسط بلوپوینت گیمز با همکاری استودیو ژاپن سونی توسعه یافته و به‌وسیلهٔ سونی اینتراکتیو انترتینمنت منتشر شده است. این بازی به عنوان نسخه بازسازی شده ارواح شیطانی محسوب می‌شود که توسط فرام سافتور در سال ۲۰۰۹ برای کنسول پلی‌استیشن ۳ ساخته و منتشر شده بود. ارواح شیطانی در نوامبر ۲۰۲۰، به عنوان بازی زمان عرضه به صورت انحصاری برای کنسول پلی‌استیشن ۵  منتشر شده است. دپارتمان توسعه داخلی استودیو ژاپن توسعه نسخه بازسازی شده را هدایت می‌کرد، که همین مسئله ارواح شیطانی را به آخرین عنوان خود قبل از ادغام با تیم آسوبی تبدیل می‌کند.
ارواح شیطانی با واکنش‌های بسیار مطلوبی از سوی منتقدان همراه بود، که روند بازی، جلوه‌های بصری، خصوصیات فنی و بهینه‌سازی نسبت به نسخهٔ اصلی مورد تحسین قرار گرفت. این بازی تا سپتامبر ۲۰۲۱، بیش از ۱٫۴ میلیون نسخه به فروش رسانده است.

## روند بازی
این نسخه از سلاح‌ها، زره، و حلقه‌های جدید بهره می‌برد و قابلیتی جدید به نام «گرینز» به بازی اضافه شده که به بازیکنان اجازهٔ پایداری موقتی در برابر تأثیراتی همانند سموم، آتش و خونریزی را می‌دهد. مانند نسخه اصلی،  میزان حمل اشیا و سلاح برای بازیکنان محدود است، قبل از اینکه دچار کندی حرکت شخصیت در بازی شود، اگرچه برخی از جنبه‌های این سیستم بارگذاری تنظیم شده است. به‌طور مثال: در بازی اصلی، تمامی انواع مون گرس (آیتمی جهت بازیابی سلامتی) ۰٫۱ بار سنگینی را به خود اختصاص می‌دهند، اما در نسخهٔ بازسازی، میزان سنگینی این آیتم‌ها بر اساس اثربخشی نوع گرس به سمت بالا افزایش می‌یابد، به‌طوری که از ۰٫۱ در هر مون گرس به ۶٫۰ در هر دارک مون گرس متغیر است. علاوه بر این، به بازیکنان این امکان داده می‌شود که در ازای خطر ناپدید شدن دائمی اقلام در زمان سنگینی، آیتم‌ها را به انباشتگاه توماس ارسال کنند.
با وجود اینکه سری سولز به دلیل سختی زبانزد خاص و عام است، بلوپوینت گیمز اظهار داشت که نسخه بازسازی سطوح دشواری متفاوتی را معرفی نخواهد کرد. ویژگی خلق شخصیت در ابتدای بازی نیز به‌روزرسانی شده است و گزینه‌های بیشتری برای سفارشی‌سازی وجود دارد.